# Víctor Bascuñán
Víctor Eduardo Bascuñán Catrileo (* 16. Juni 1973 in Santiago) ist ein ehemaliger chilenischer Fußballspieler. Der Innenverteidiger gewann zweimal die chilenische Meisterschaft. 

## Karriere
Víctor Bascuñán begann seine Karriere 1991 bei Universidad de Chile, wo er bis 1995 aktiv war und mit dem Team zwei Meisterschaften gewann. Während seiner Zeit bei Universidad de Chile wurde er 1993 an den paraguayischen Verein Cerro Corá und anschließend an die Santiago Wanderers verliehen, bevor er 1996 zu Unión Española wechselte. Seine letzte Karrierestation war 1997 Santiago Morning.

## Erfolge
U de Chile
- Chilenischer Meister: 1994, 1995

Provincial Osorno
- Chilenischer Zweitligameister: 2007